# Parastagmatoptera serricornis
Parastagmatoptera serricornis är en bönsyrseart som beskrevs av Kirby 1904. Parastagmatoptera serricornis ingår i släktet Parastagmatoptera och familjen Mantidae. Inga underarter finns listade i Catalogue of Life.

## Bildgalleri

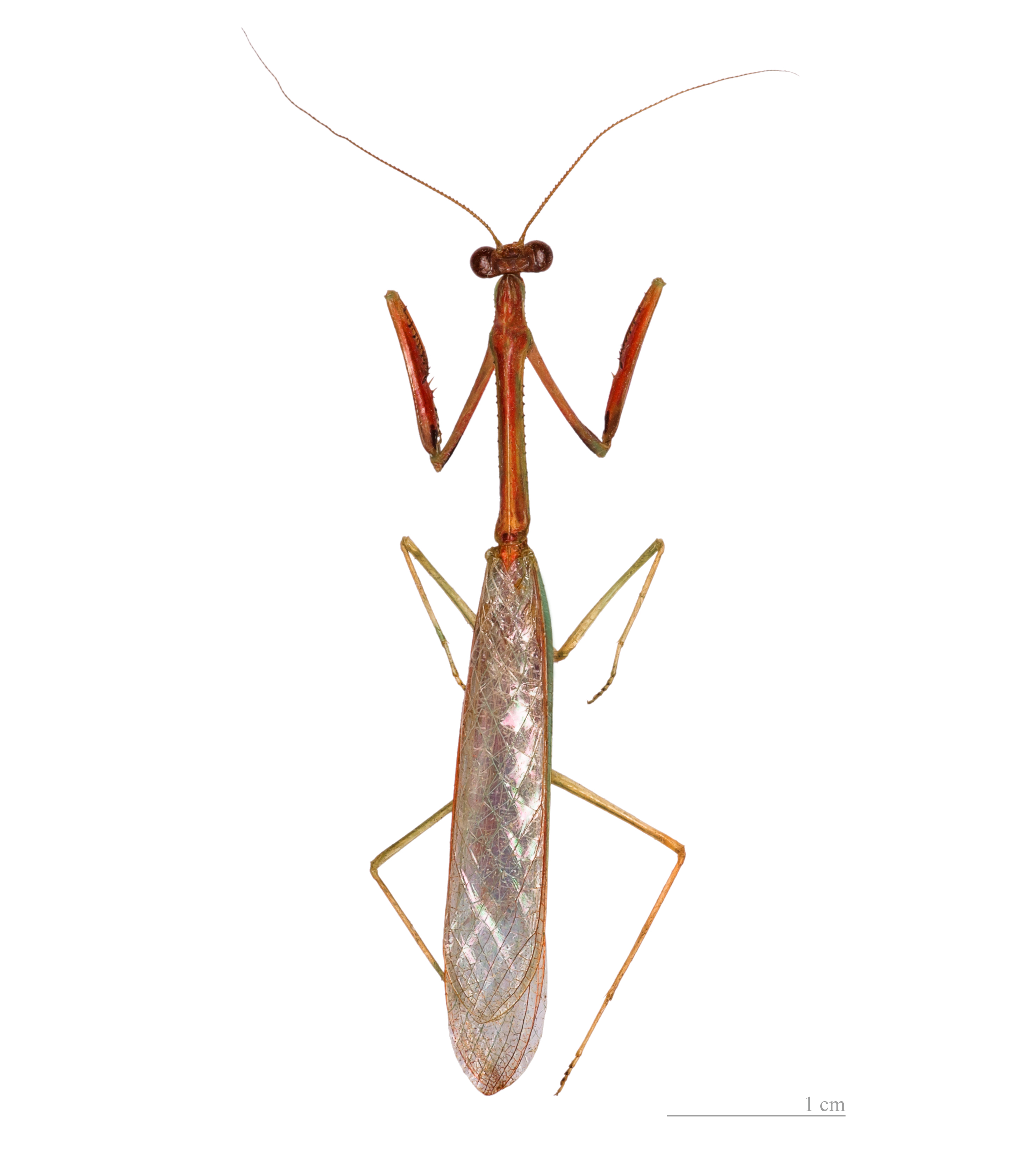
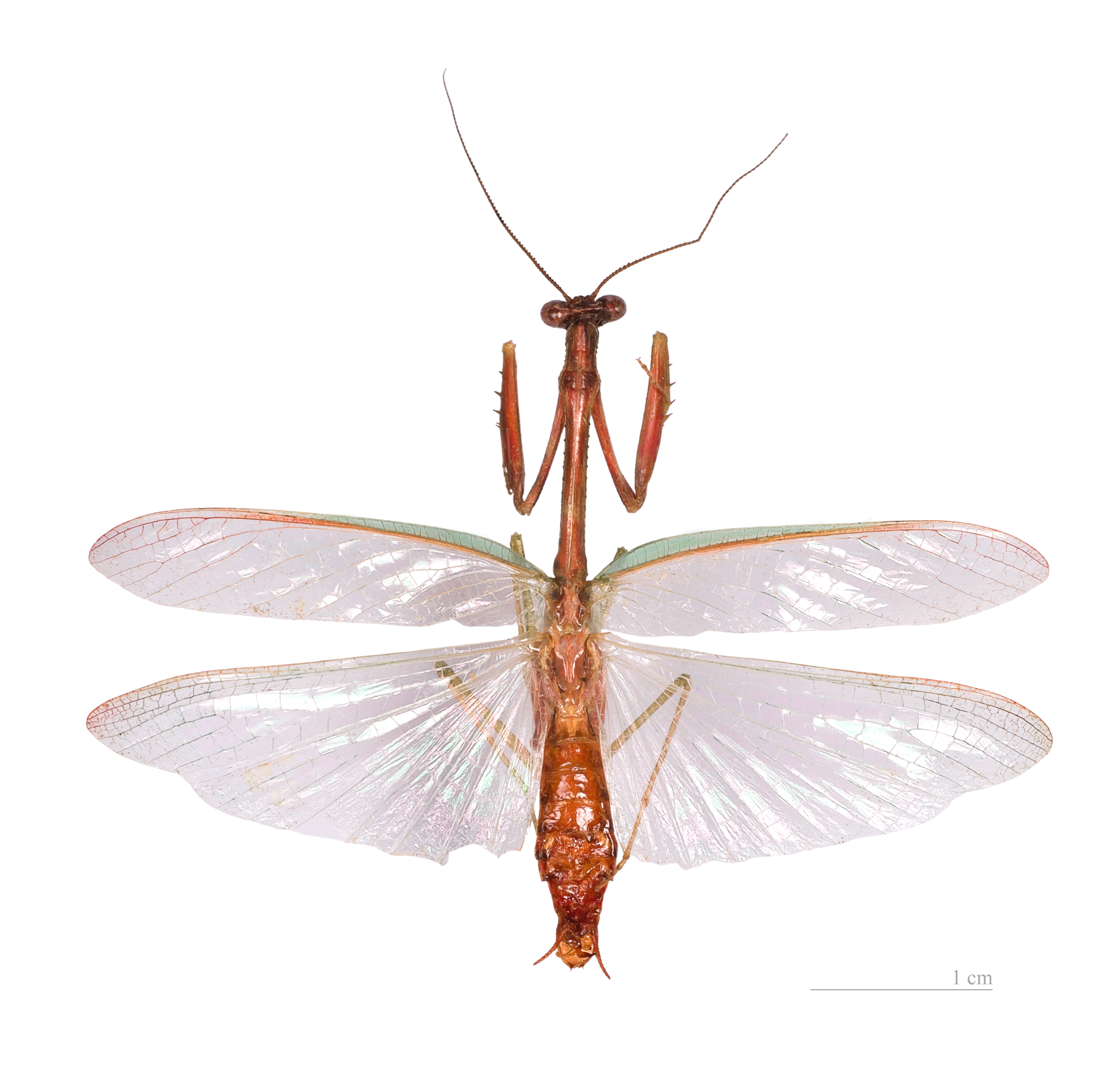